# National Assembly FC
National Assembly Football Club es un equipo de fútbol profesional zambiano que actualmente juega en la Primera División de Zambia. Juega sus partidos de casa en el Estadio Edwin Imboela, sitiado en Lusaka.

## Historia
En 2002, tras quedar en primera posición en la Segunda División de Zambia, ascendió a la máxima categoría del fútbol zambiano. Permaneció en primera división hasta 2007 donde tras finalizar en liga en última posición, descendió de categoría. Jugó de nuevo en segunda división hasta 2009, donde volvió a ascender a la primera división, aunque esta vez fue tan solo por una temporada, dado que finalizó de nuevo en última posición. Volvió de nuevo a la máxima categoría en 2012, y descendiendo al acabar la temporada. De nuevo, en 2014, jugó en primera división, y tras dos temporadas, bajó a la segunda categoría. Finalmente en la temporada 2018 ascendió de nuevo.

## Entrenadores
- Kaiser Kalambo (2011-12)
- Mohammed Fathy (2012)
- George Kapembwa (2012-15)

## Palmarés
- Segunda División de Zambia (1): 2002